# Parc Kronvald
 (mars 2025).
Le parc Kronvald (letton : Kronvalda parks ), à l'origine jardin Strēlnieku, est un parc public du centre de Riga en Lettonie.

## Présentation
Le parc Kronvald fait partie du canal de verdure de Riga avec une superficie de 11,92 ha. 
Le parc Kronvald sépare les rues Elizabetes iela et Krišjāņa Valdemāra iela, ainsi que les boulevards Kronvalda bulvāris et Kalpaka bulvāris. 
Le canal de la ville divise le parc en deux parties.
Initialement, le parc était aménagé dans un style paysager traditionnel.
Son auteur était le célèbre maître allemand de l'art du paysage Georg Friedrich Kufaldt.
En concevant un parc de style paysager en 1883, il a également eu recours à des éléments d'aménagement régulier, démontrant dans ce parc comment les deux principaux modèles de parc pouvaient être harmonieusement mélangés.

### Flore
Le parc est actuellement le deuxième parc public le plus riche en espèces de Riga, avec environ 104 espèces et formes d'arbres et d'arbustes non indigènes, par exemple : Cercidiphyllum japonicum, Magnolia acuminata, Phellodendron amurense, Pinus nigra, Crataegus laevigata, Acer platanoides, Taxus baccata, Quercus robur, Salix fragilis, Acer saccharinum, Ginkgo biloba, Aesculus hippocastanum ...

## Galerie

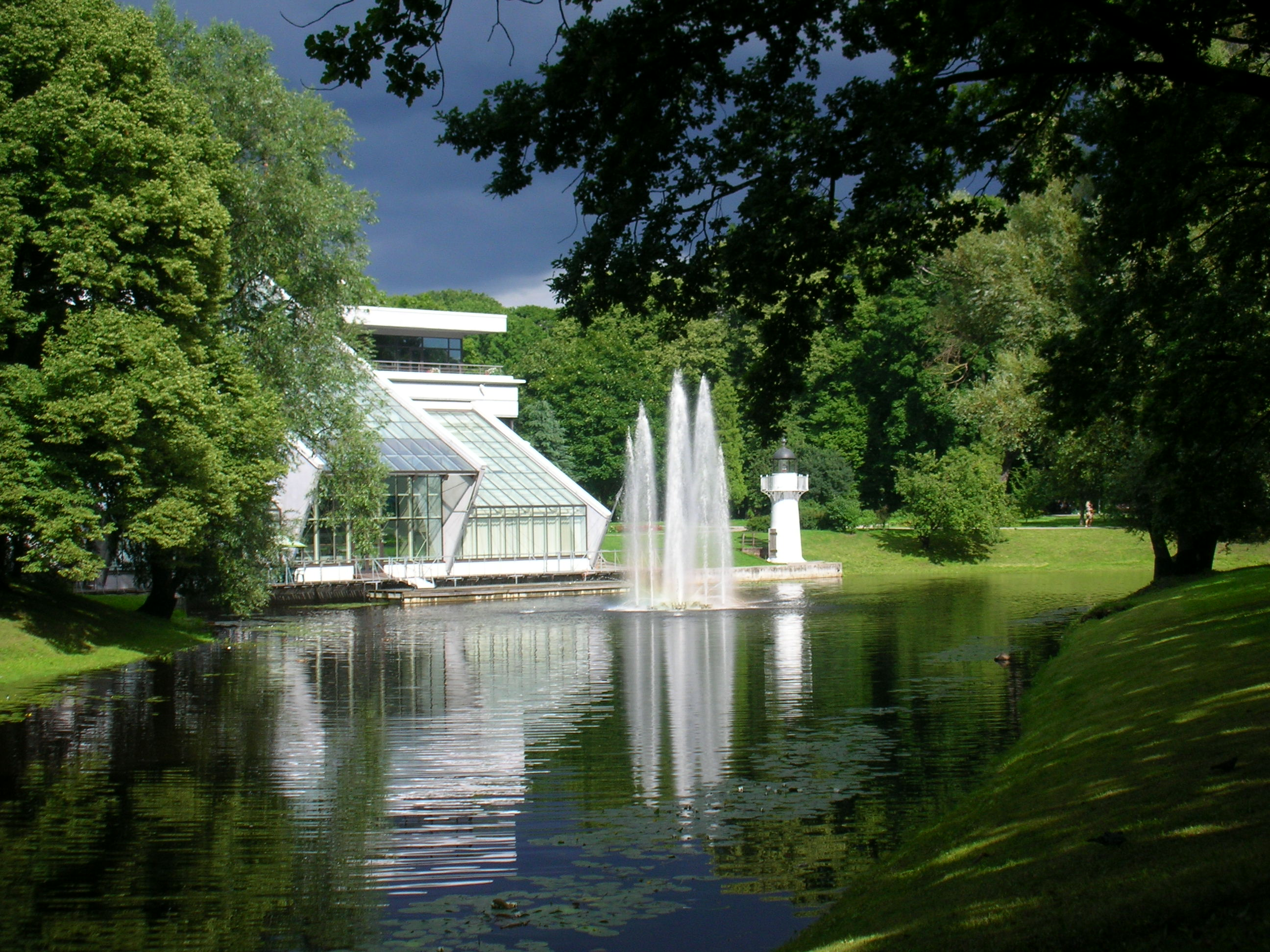
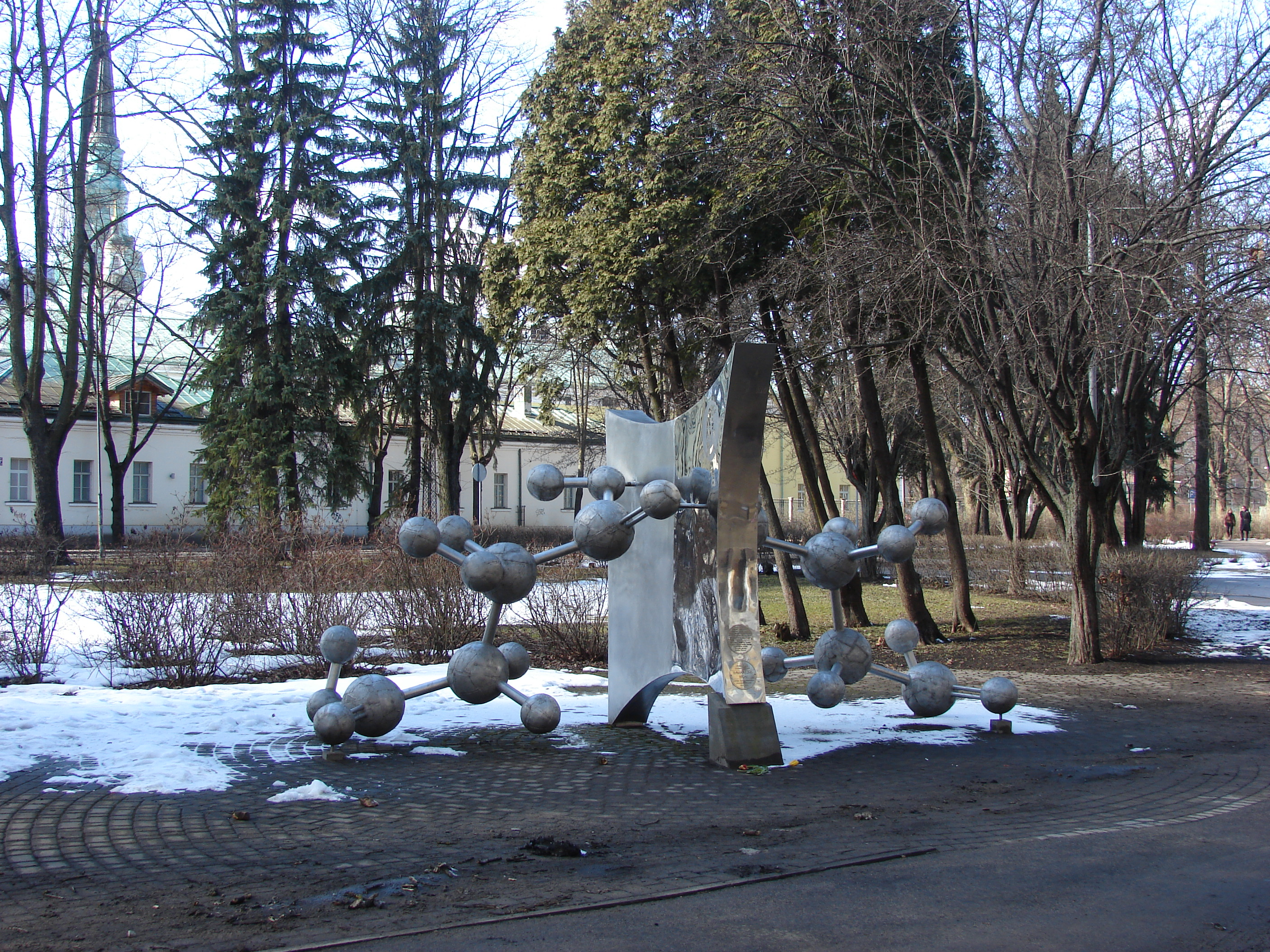
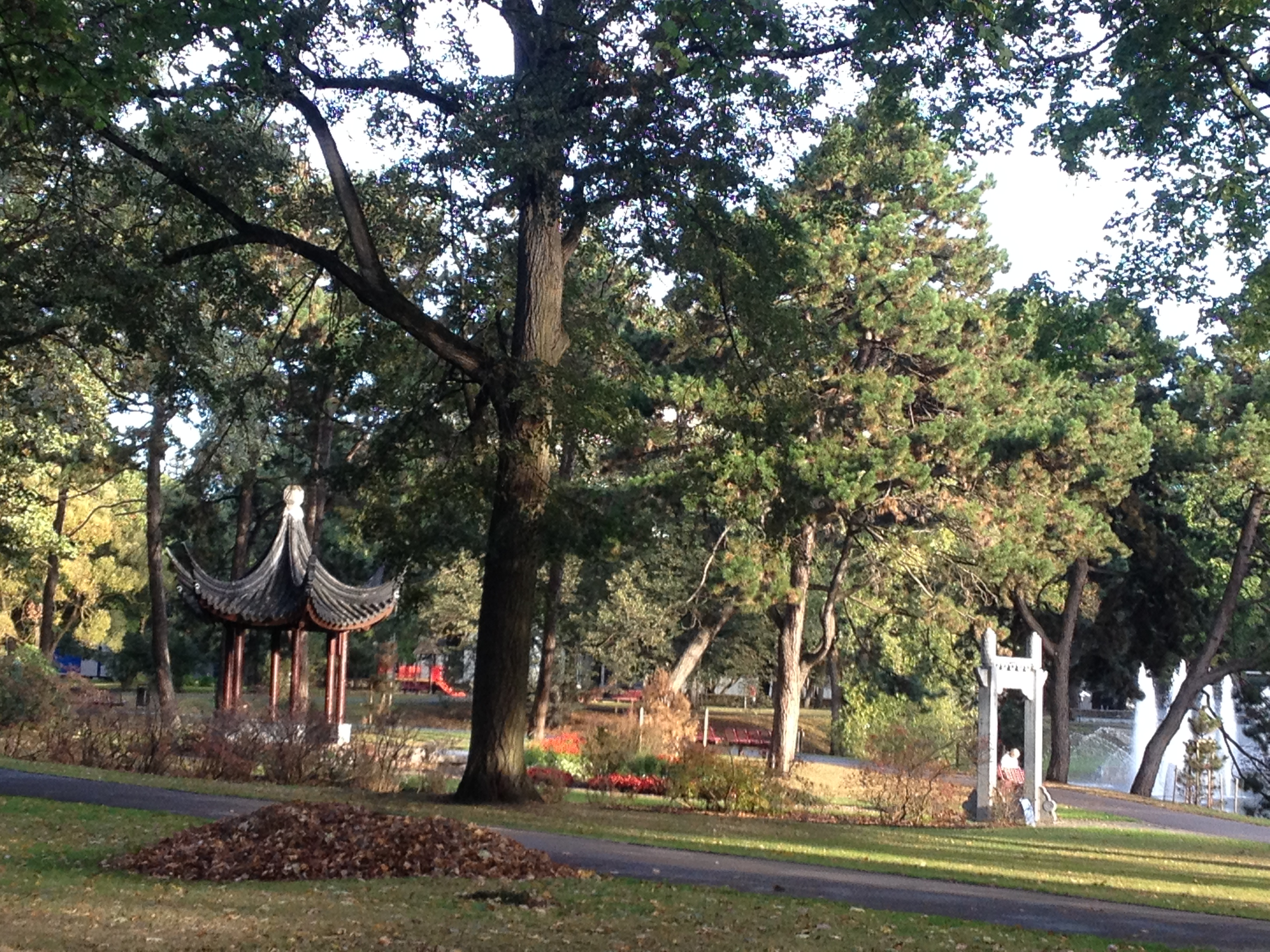

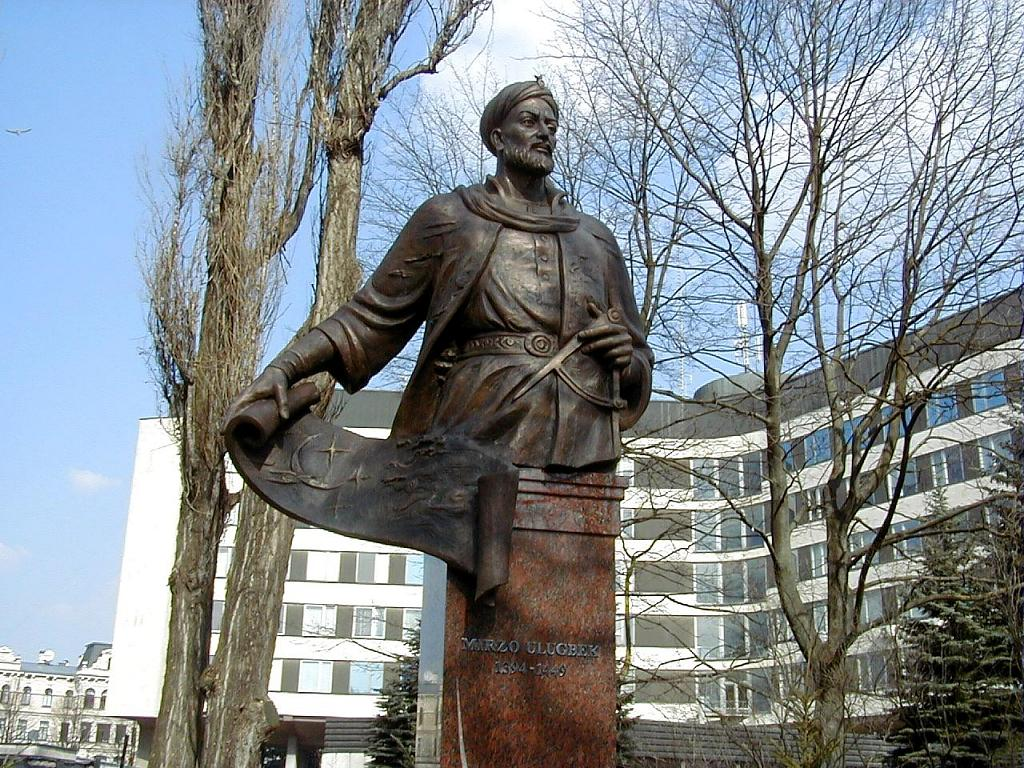
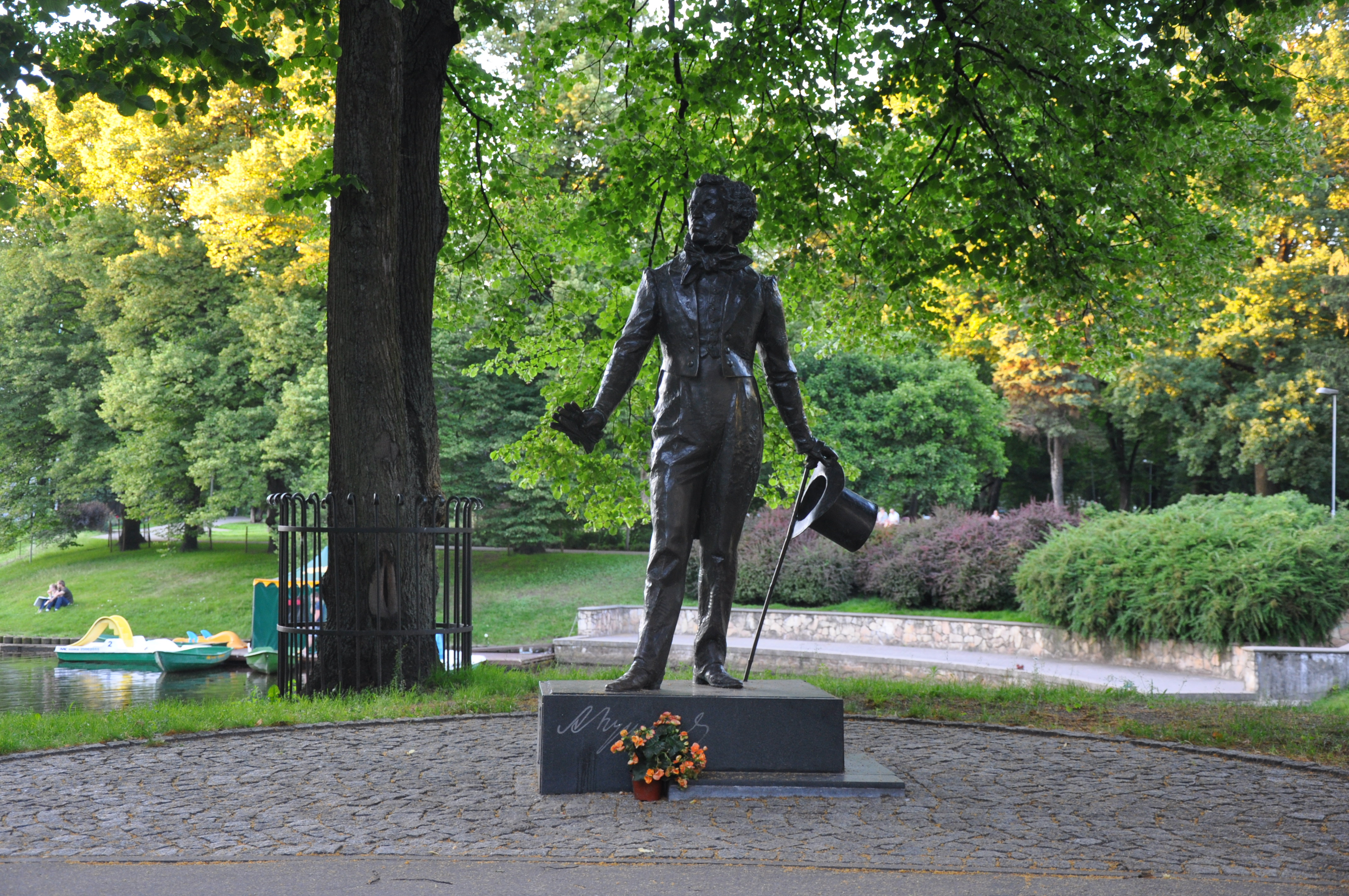
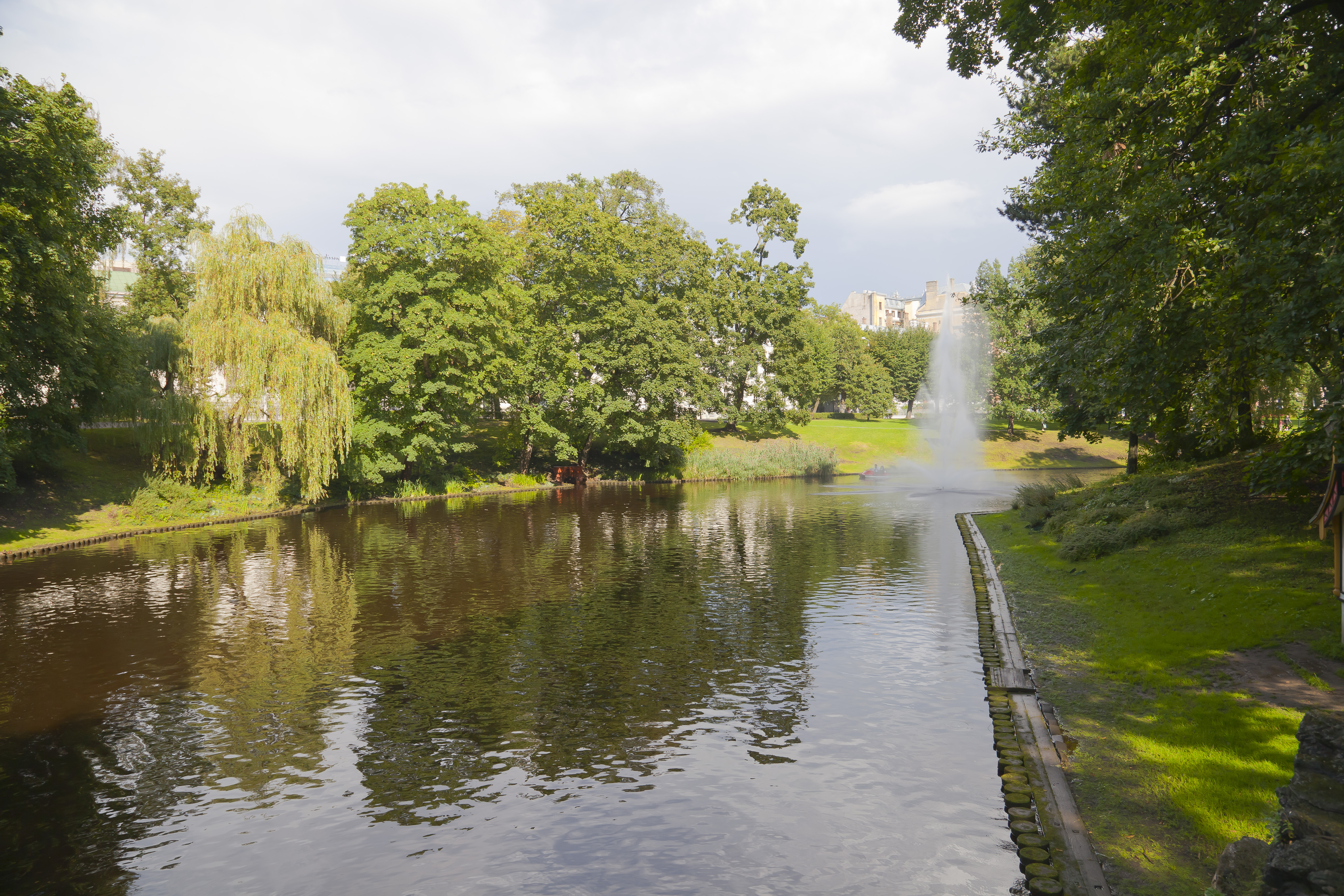